# Kuivasaari (ö i Päijänne-Tavastland, Lahtis, lat 61,21, long 25,99)
Kuivasaari är en ö i Finland. Den ligger i sjön Ruotsalainen och i kommunen Heinola i den ekonomiska regionen  Lahtis ekonomiska region  och landskapet Päijänne-Tavastland, i den södra delen av landet, 130 km nordost om huvudstaden Helsingfors. Öns area är 0,6 hektar och dess största längd är 180 meter i nord-sydlig riktning.